# 크리스티안 브로키
크리스티안 브로키(이탈리아어: Cristian Brocchi, 1976년 1월 30일 ~ )는 이탈리아의 전직 축구 선수이자 축구 감독이다. 현역 시절 포지션은 미드필더였다.